# Freundschaftsinsel
Die Freundschaftsinsel ist ein Naherholungsgebiet im Zentrum von Potsdam, das von zwei Flussarmen der Havel umflossen wird.

## Die Insel
Ihren Namen verdankt die Freundschaftsinsel seit Mitte des 19. Jahrhunderts dem Ausflugslokal „Insel der Freundschaft“, dessen Name sich für die gesamte Insel einbürgerte.
Die Insel ist parkartig bepflanzt. Neben Baumgruppen und Wiesenflächen nimmt der in den 1930er Jahren angelegte Staudengarten den größten Teil der Fläche ein. Den Eingang zum Staudengarten bilden zwei von Otto von Estorff entworfene Torhäuser. Verteilt über das Areal stehen etwa 25 überwiegend aus DDR-Zeiten stammende Plastiken. Auf der Insel befinden sich eine 1973 erbaute Freilichtbühne, ein Spielplatz, ein Café und ein vom Brandenburgischen Kunstverein Potsdam genutzter Ausstellungspavillon. Während der Sommermonate öffnet ein Bootsverleih an der Alten Fahrt. Seit 2001 wird der innere Parkteil bei Sonnenuntergang geschlossen. Die Gartenlandschaft vereint heute mehr als 1200 verschiedene Staudensorten, Kletterpflanzen, Bäume, Sträucher, 100 Rosensorten und über 250 Schwertliliensorten in einem Wassergarten. Seit 1977 besitzt die 6,5 Hektar große Anlage den Status eines Flächendenkmales.

## Lage
Die Insel liegt in unmittelbarer Nachbarschaft zur Altstadt Potsdams zwischen zwei Armen der Havel, der Alten und der Neuen Fahrt. Auf Höhe der Insel liegen an den Flussufern rechts das Museum Barberini und das Potsdamer Stadtschloss sowie links die Landesinvestitionsbank und der Hauptbahnhof Potsdam.

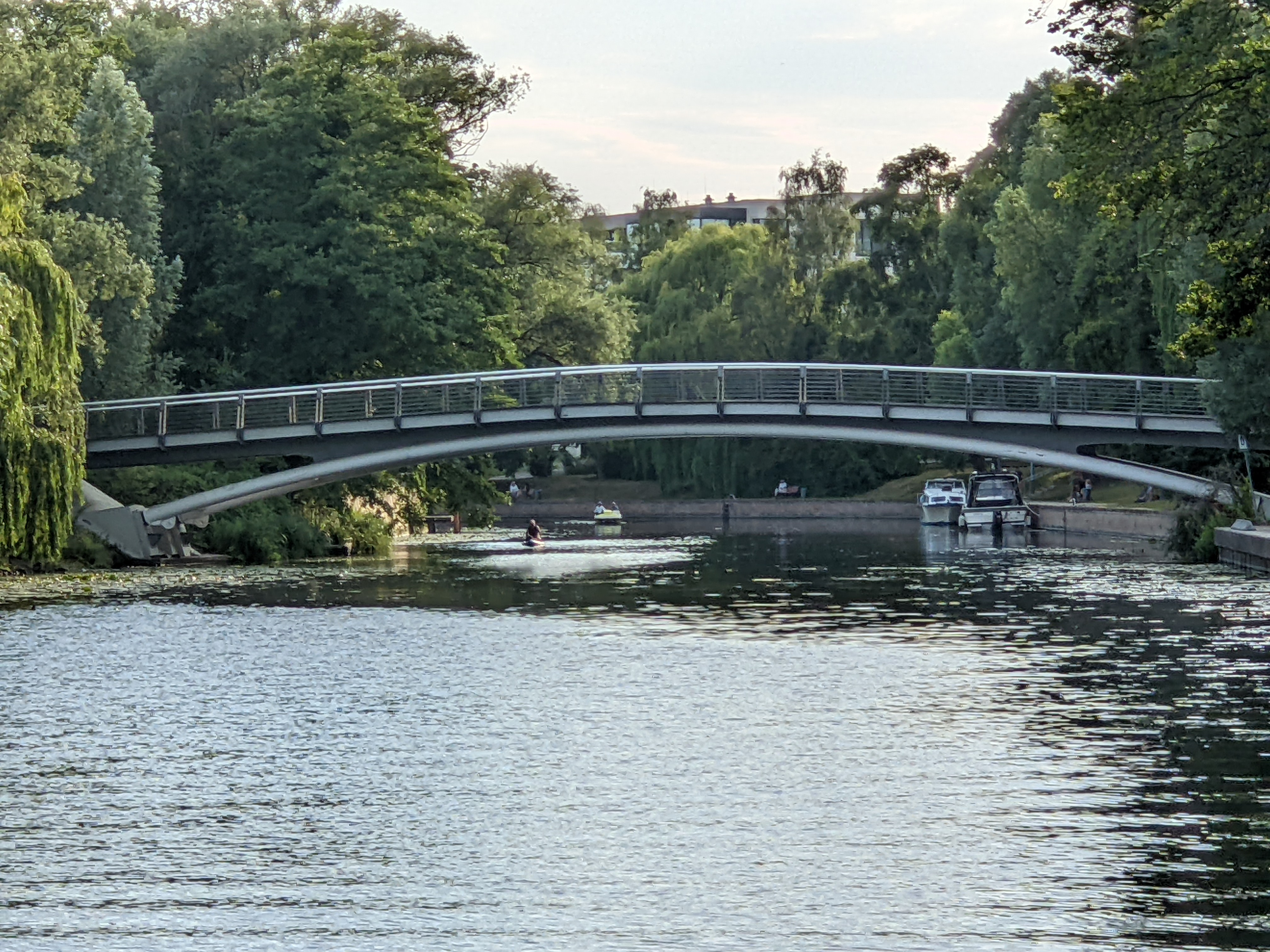
Inselbrücke Potsdam

Auf der westlichen Seite der Insel quert die Lange Brücke die Havel. Die Brücke ist der älteste bekannte innerstädtische Havelübergang. Sie verbindet den historischen Kern von Potsdam mit der Teltower Vorstadt und Babelsberg. Westlich der Langen Brücke erstreckt sich die Freundschaftsinsel nur noch etwa 50 Meter. An diesem Ende befindet sich der Hafen, von dem die Schiffe der Weissen Flotte Potsdam ablegen. Der wesentlich größere Teil der Insel erstreckt sich von der Langen Brücke in östlicher Richtung und endet etwa in Höhe der Mündung der Nuthe in die Havel.
Eine im Jahr 1966 erbaute, nur für Fußgänger zugängliche Brücke erlaubte einen Übergang über die Alte Fahrt in Höhe der heutigen Burgstraße in nördliche Richtung. Eine neue Inselbrücke entstand zur Bundesgartenschau 2001 als kombiniertes Bogen- und Balkentragwerk in Stahlverbundweise. Die Einweihung der neuen Brücke erfolgte am 7. Dezember 2000.

## Geschichte
Die Freundschaftsinsel wurde bereits früher auch wirtschaftlich genutzt. Am Ufer der Alten Fahrt befanden sich Lagerschuppen der am westlichen Havelufer gelegenen Zuckerfabrik, die 1826 von Ludwig Jacobs (1794–1879) gegründet worden war. Verbunden waren die Gebäude über Schmalspurgleise, die über Prahme aus ehemaligen Frachtkähnen in der Alten Fahrt führten. Einer der ersten kleinen Gärten auf der hauptsächlich mit Weiden bestandenen Insel gehörte dem Tabakhändler Gems, dessen Schwiegersohn ab 1845 an gleicher Stelle ein Ausflugsrestaurant betrieb. Bereits um 1900 standen auf der Insel zahlreiche Laubengärten, kleine Bootswerften und Schuppen, die von den Potsdamern genutzt wurden, und es gab eine Flussbadeanstalt.
1937 bis 1940 wurden von Karl Foerster und Hermann Mattern Schau-, Lehr- und Sichtungsgärten für winterharte Blütenstauden, Farne und Gräser auf der Insel angelegt. Die Planungsarbeitsgemeinschaft Karl Foerster, Hermann Mattern und Herta Hammerbacher war Kern des sogenannten „Bornimer Kreises“, dem unter anderem die Gartenarchitekten und Gärtner Walter Funcke, Hermann Göritz und Richard Hansen angehörten. 1941 wurde der Garten mit etwa 2200 Arten und Sorten Stauden und Sommerblumen sowie 270 verschiedenen Rosen und Ziergehölzen eröffnet.

Gartengestaltung zwischen 1928 und 1944
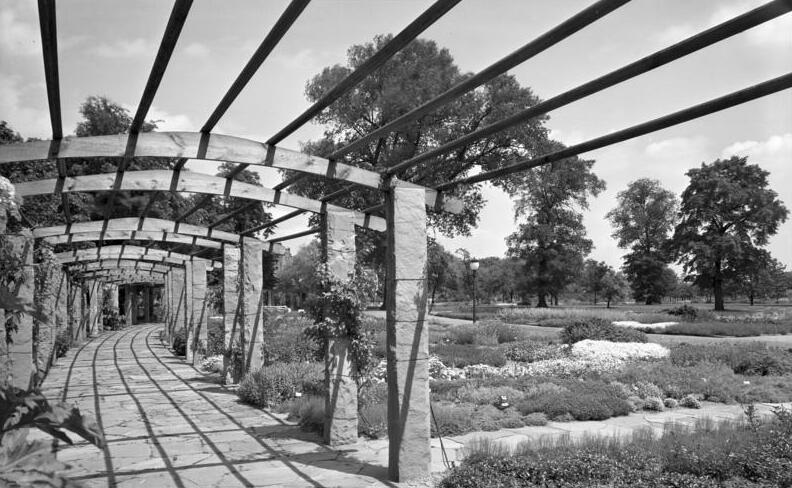
Pergola und Beete
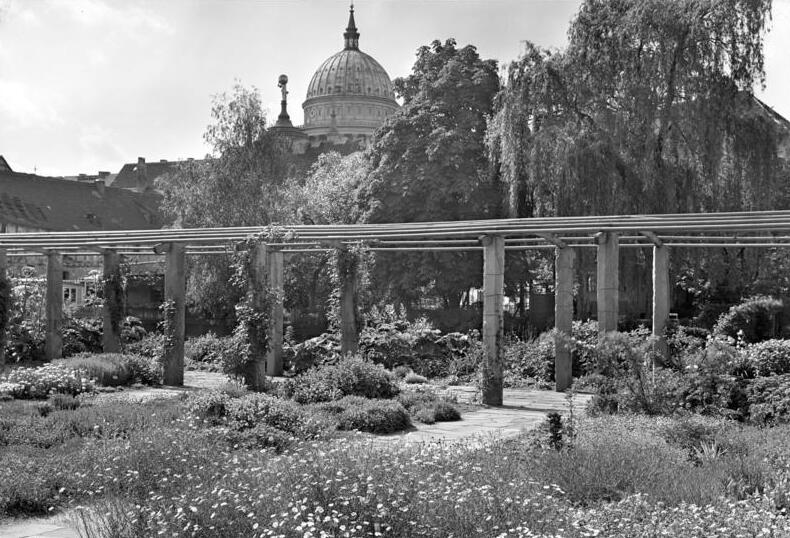
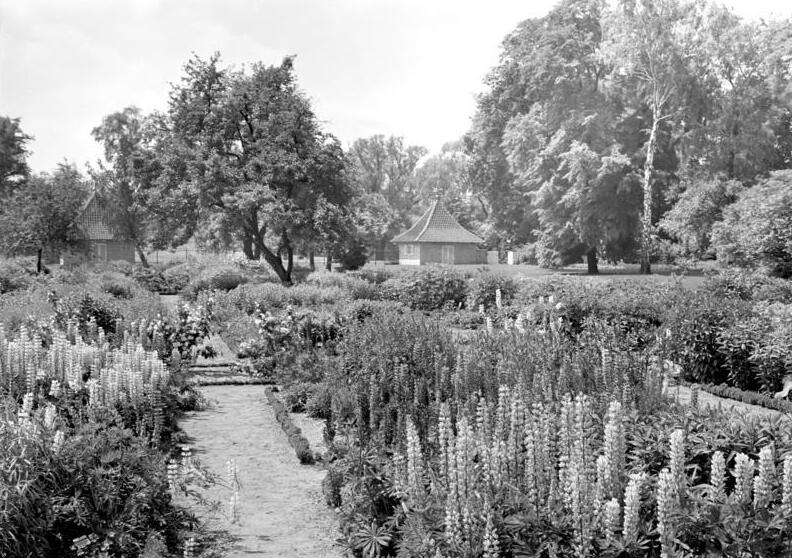
Staudenpflanzung
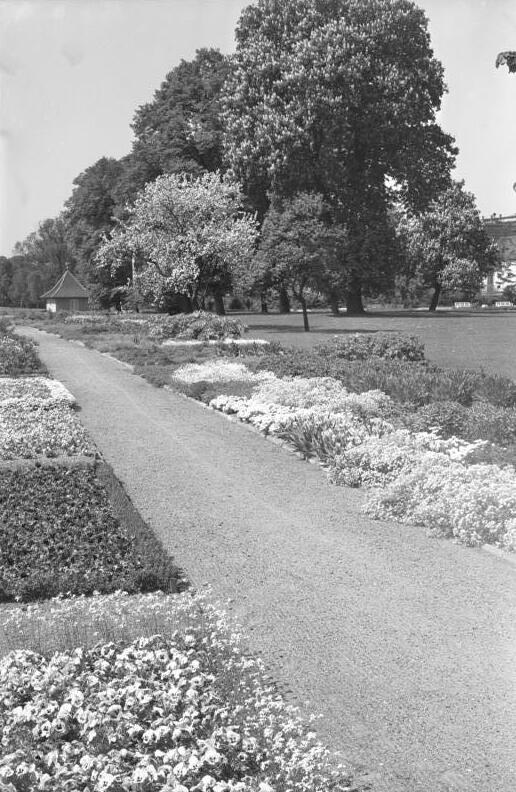
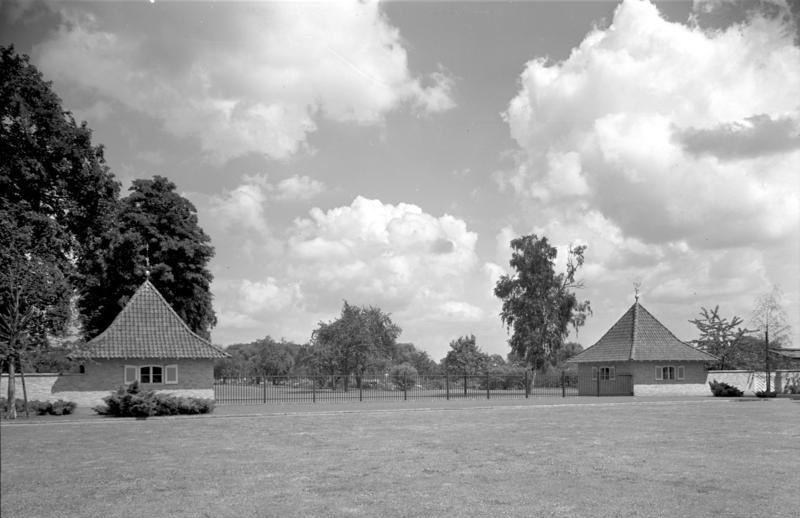
Torhäuser

Die Anlage wurde im Zweiten Weltkrieg bei der Bombardierung der Potsdamer Innenstadt im April 1945 mit Ausnahme eines Torhauses und von Teilen der Sandsteinpergola zerstört. Nach Ende des Krieges wurde die Fläche in Grabeland zur Versorgung der Potsdamer Bevölkerung aufgeteilt.

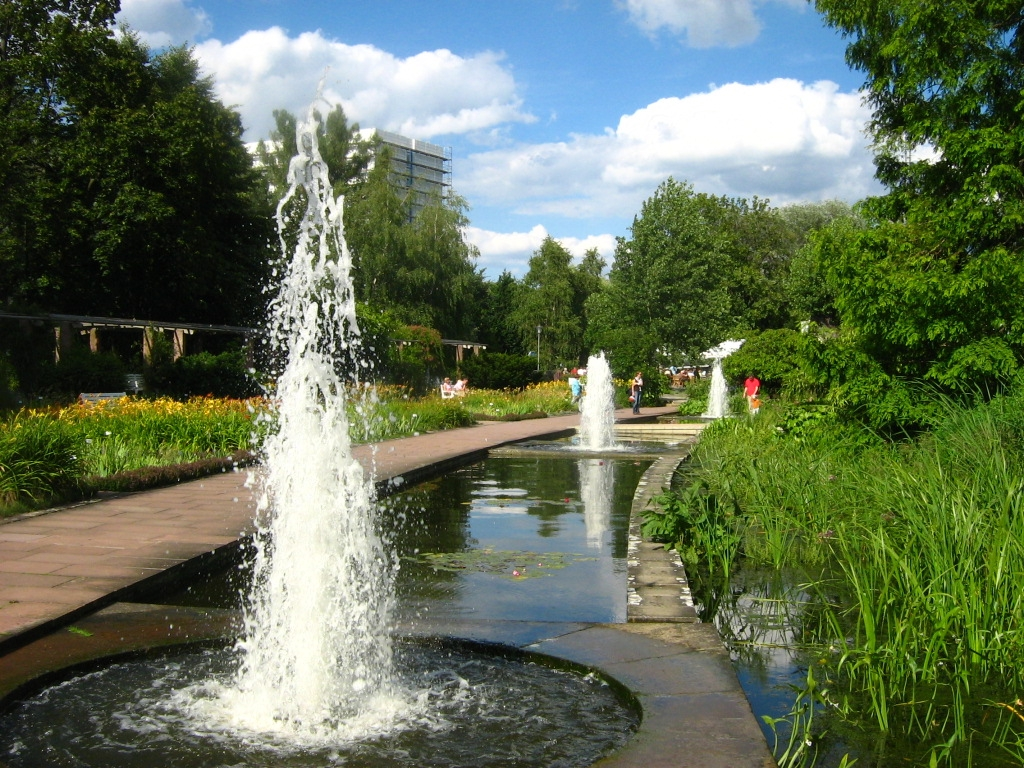
Wasserachse

In den 1950er Jahren begleitete Karl Foerster die Neuanlage des Schau- und Sichtungsgartens und Walter Funcke ergänzte die Anlage durch eine Wasserachse mit Fontänen, Pflanzbecken sowie Sumpf- und Uferzonen, die das Gestaltungskonzept Hermann Matterns fortführten.
Anfang der 1970er Jahre wurde der Schwerpunkt der Gestaltung im Vorfeld der Weltfestspiele der Jugend und Studenten 1973 auf die Nutzung für Sport und Freizeit gelegt. Die Möglichkeiten für Freizeitaktivitäten standen im Vordergrund, während der Blick auf die Schau- und Lehrgärten immer weiter in den Hintergrund trat, obwohl weitere Gestaltungsmaßnahmen durch Walter Funcke und Hermann Göritz erfolgten. Zwischen 1972 und 1973 wurden ein Bootshafen, eine Festwiese und eine Freilichtbühne für Veranstaltungen angelegt sowie ein Inselcafé mit Restaurant und ein Pavillon für Musik und Ausstellungen gebaut. Beide Gebäude waren als zu dieser Zeit moderne Glas-Klinker-Bauten gestaltet. Das bis dahin von den Gärtnern genutzte Schwanentorhaus wurde als „Russische Teestube“ zur gastronomischen Einrichtung umgenutzt. Die letzten Bootsschuppen und Kleingärten wurden eingeebnet. Es wurde die Südwestspitze der Freundschaftsinsel abgebaggert, nachdem durch den Bau des Interhotels 1969 die Hauptanlegestelle für die Ausflugsschiffe der Weissen Flotte Potsdam von der gegenüberliegenden Havelseite an die Uferseite neben dem Hotel verlegt worden war und Wendemöglichkeiten für die dort anlegenden Schiffe geschaffen werden mussten.

Gebäude und Einrichtungen
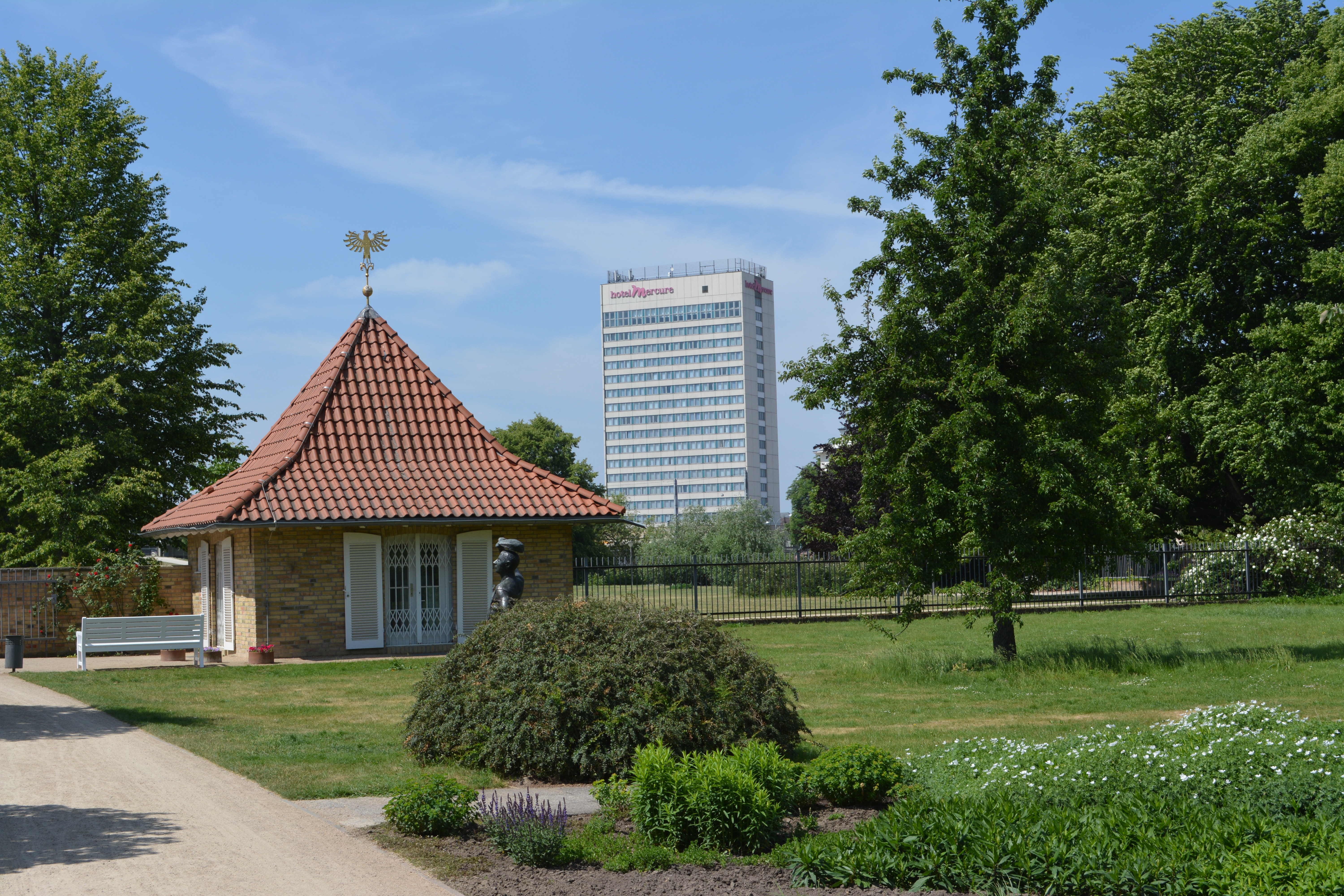
Torhaus
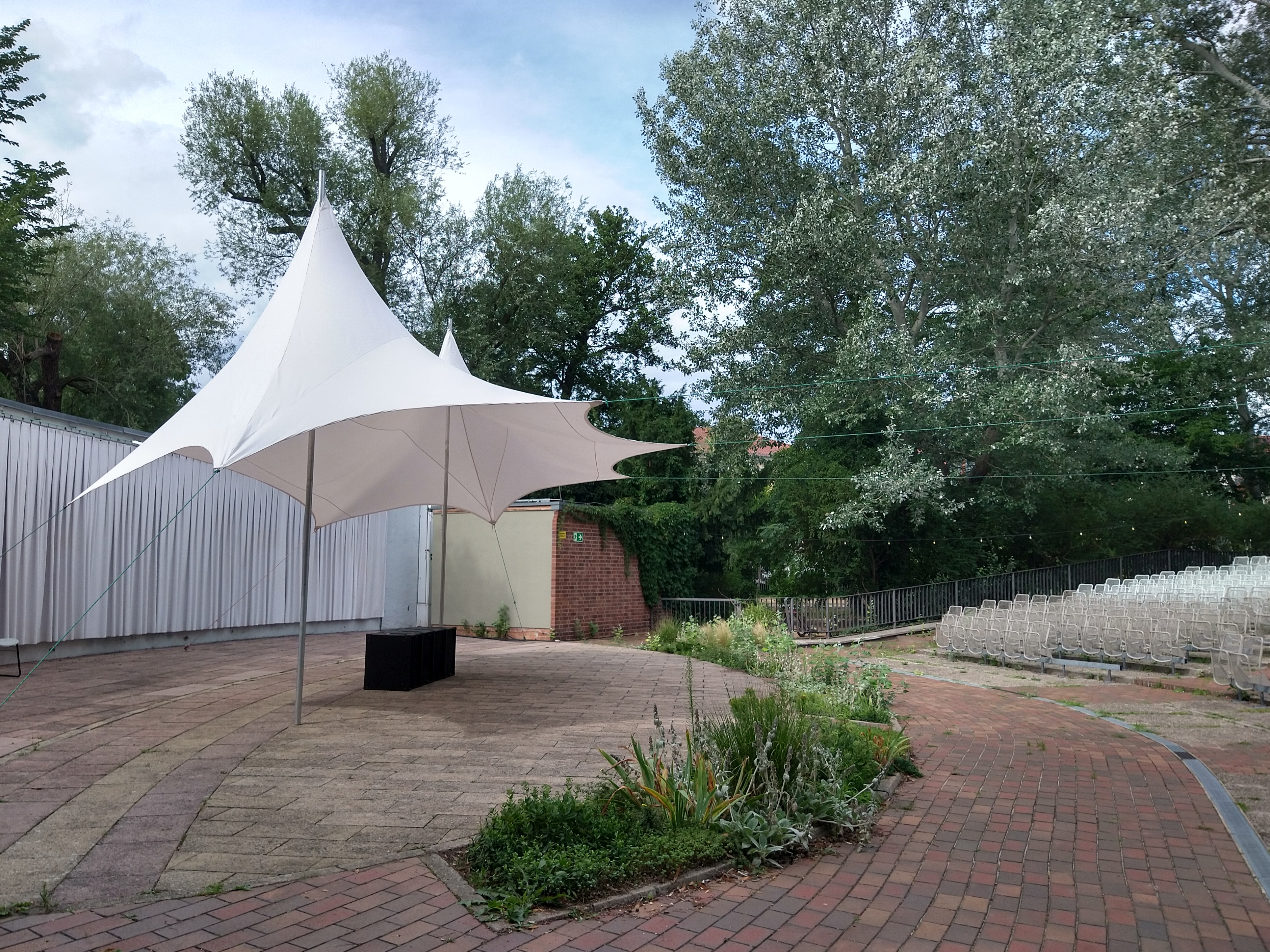
Inselbühne
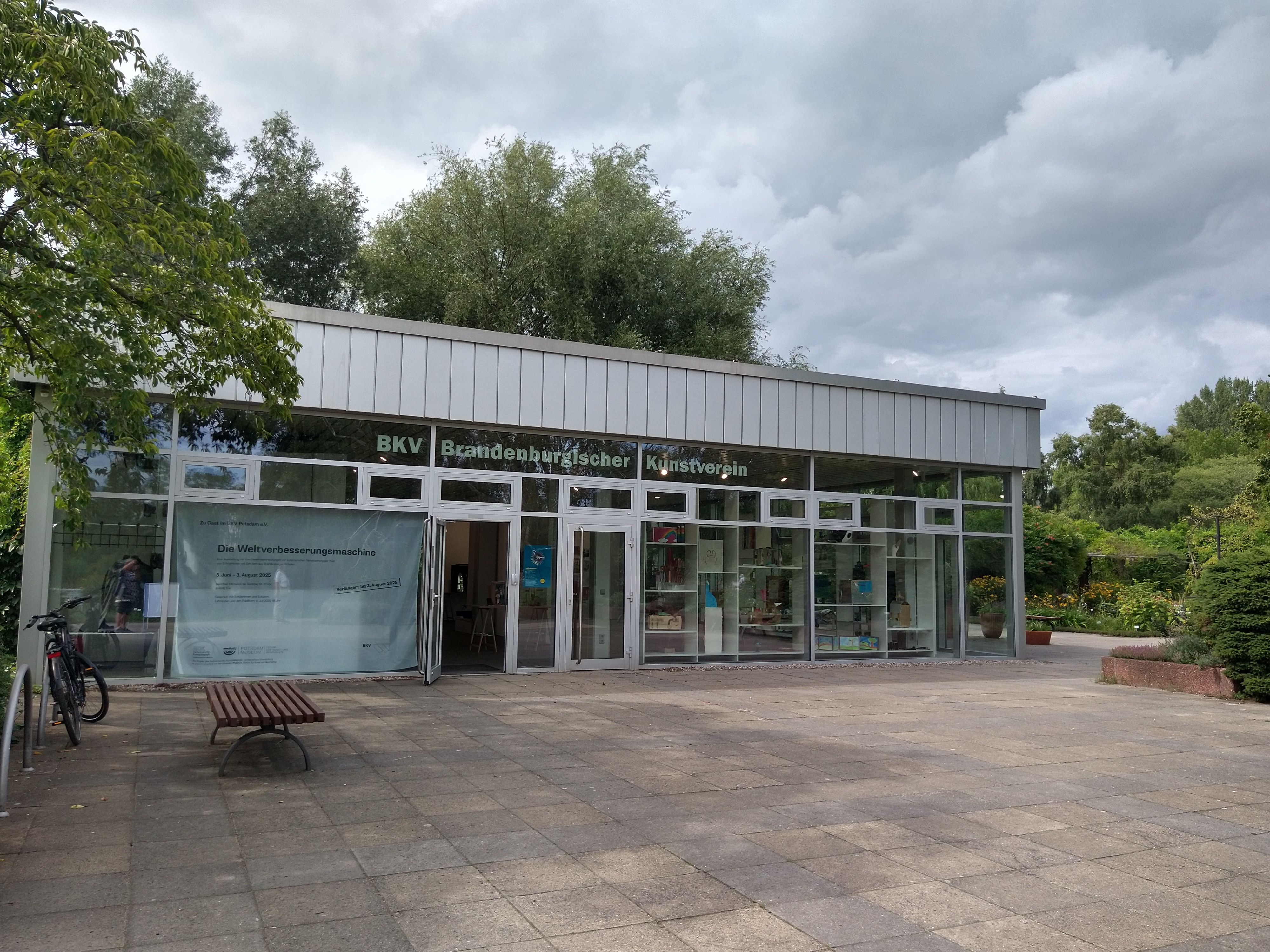
Gebäude des Kunstvereins
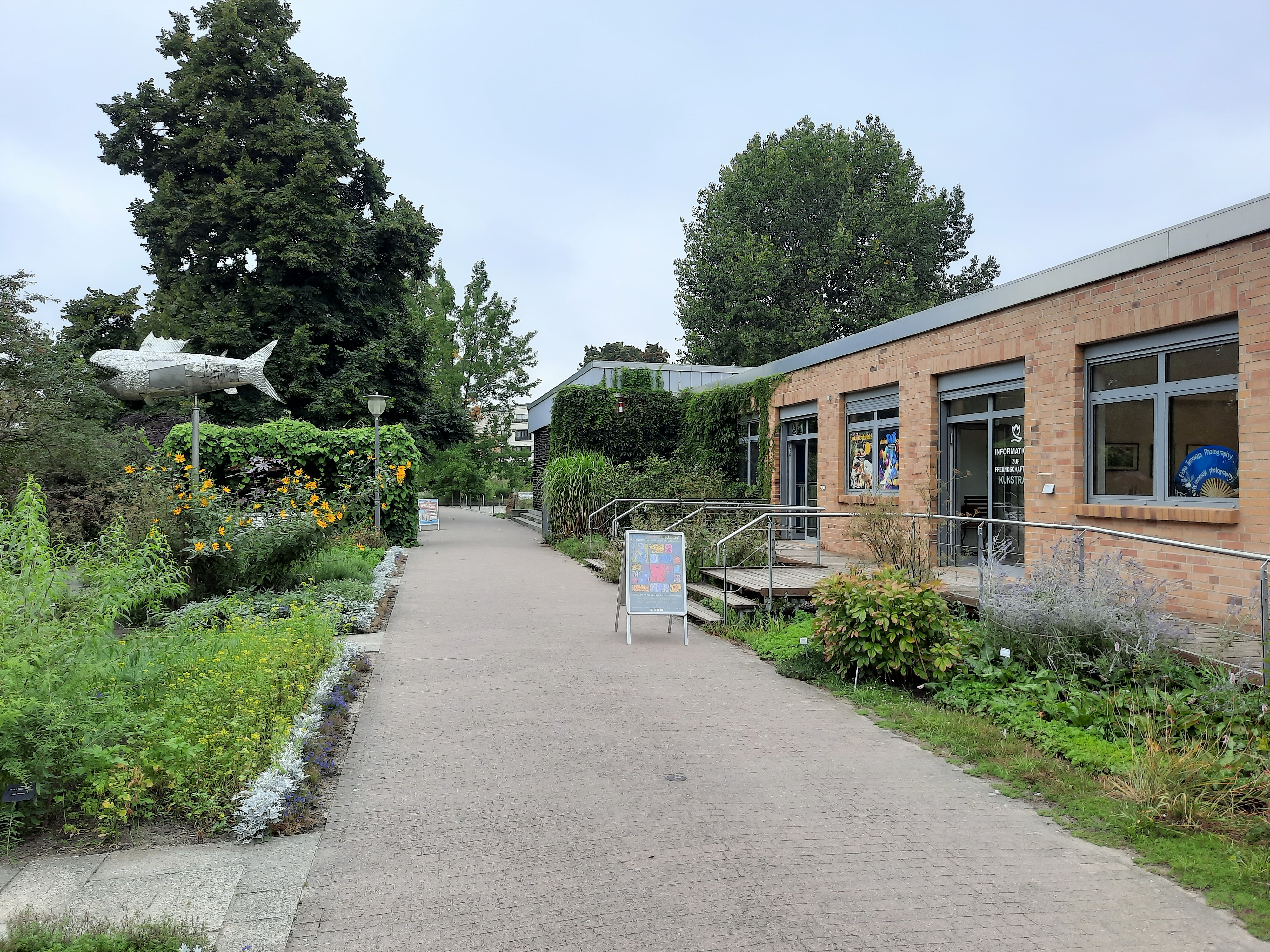
Kunstraum
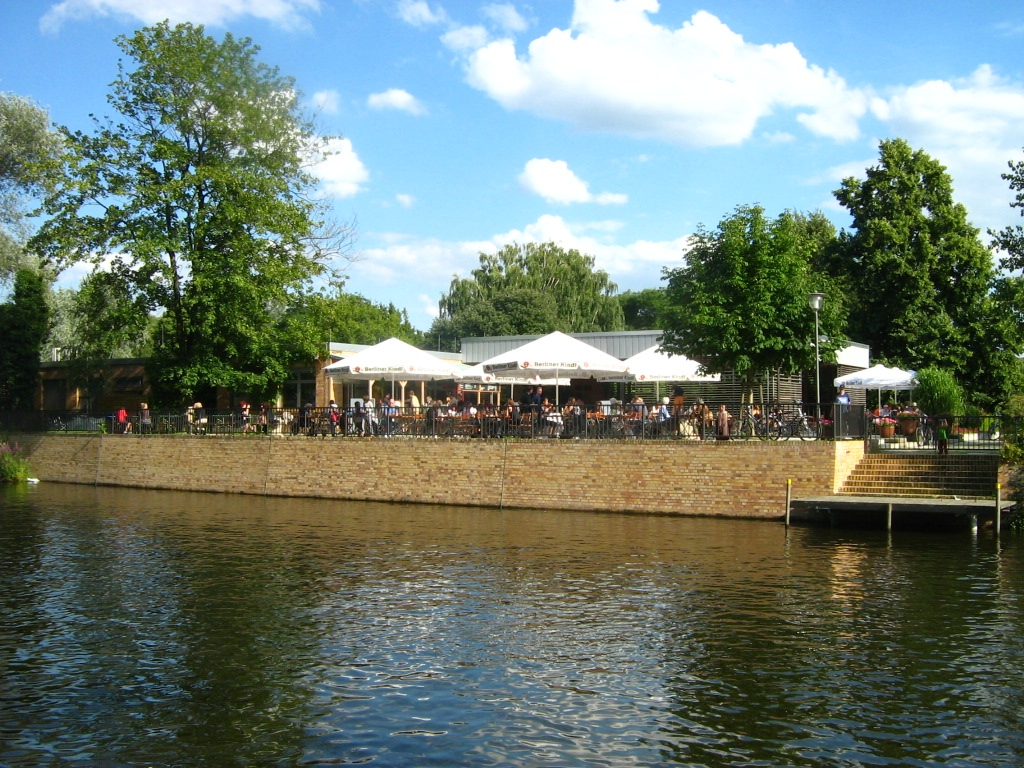
Außenbereich Café
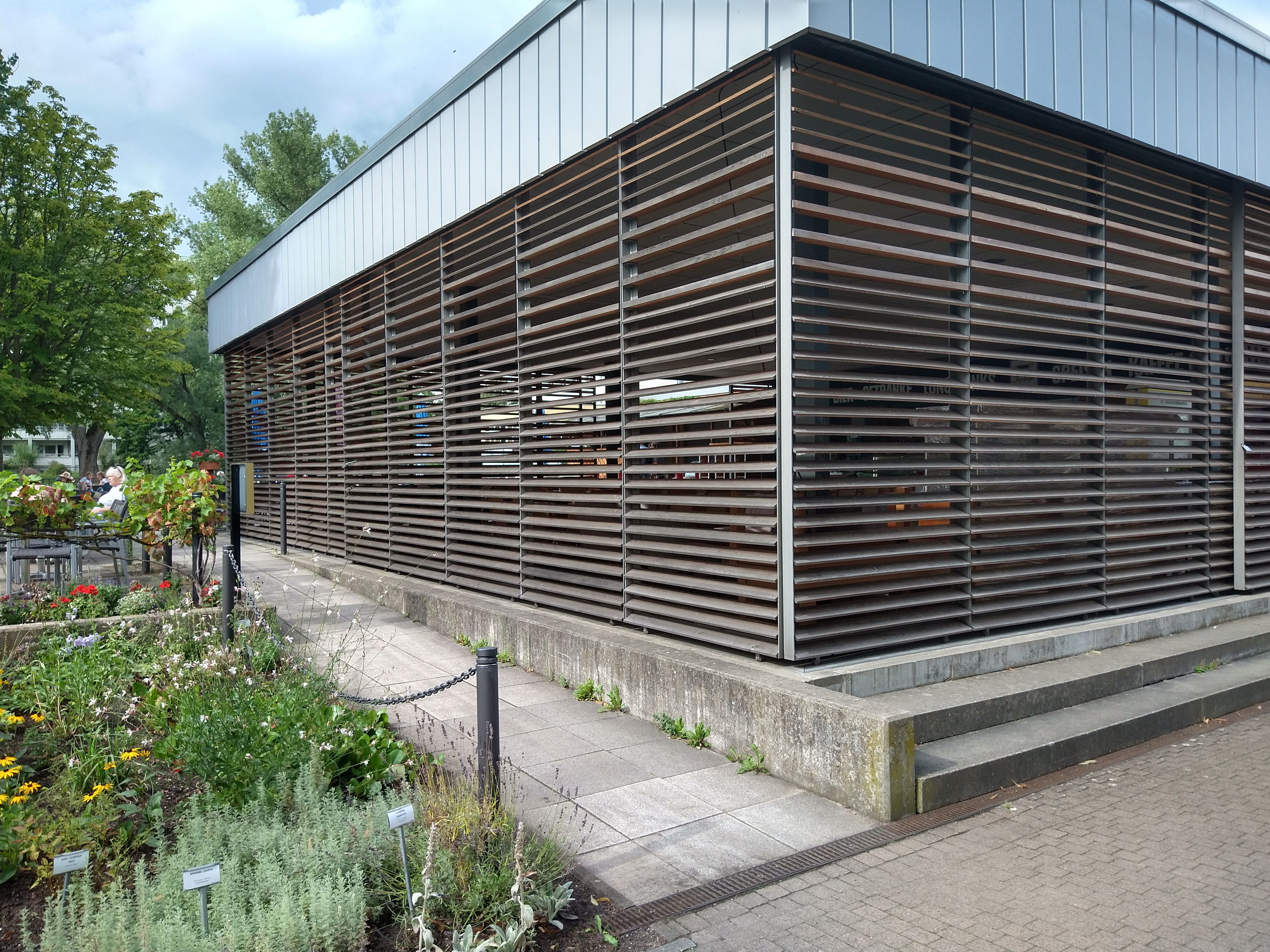
Café

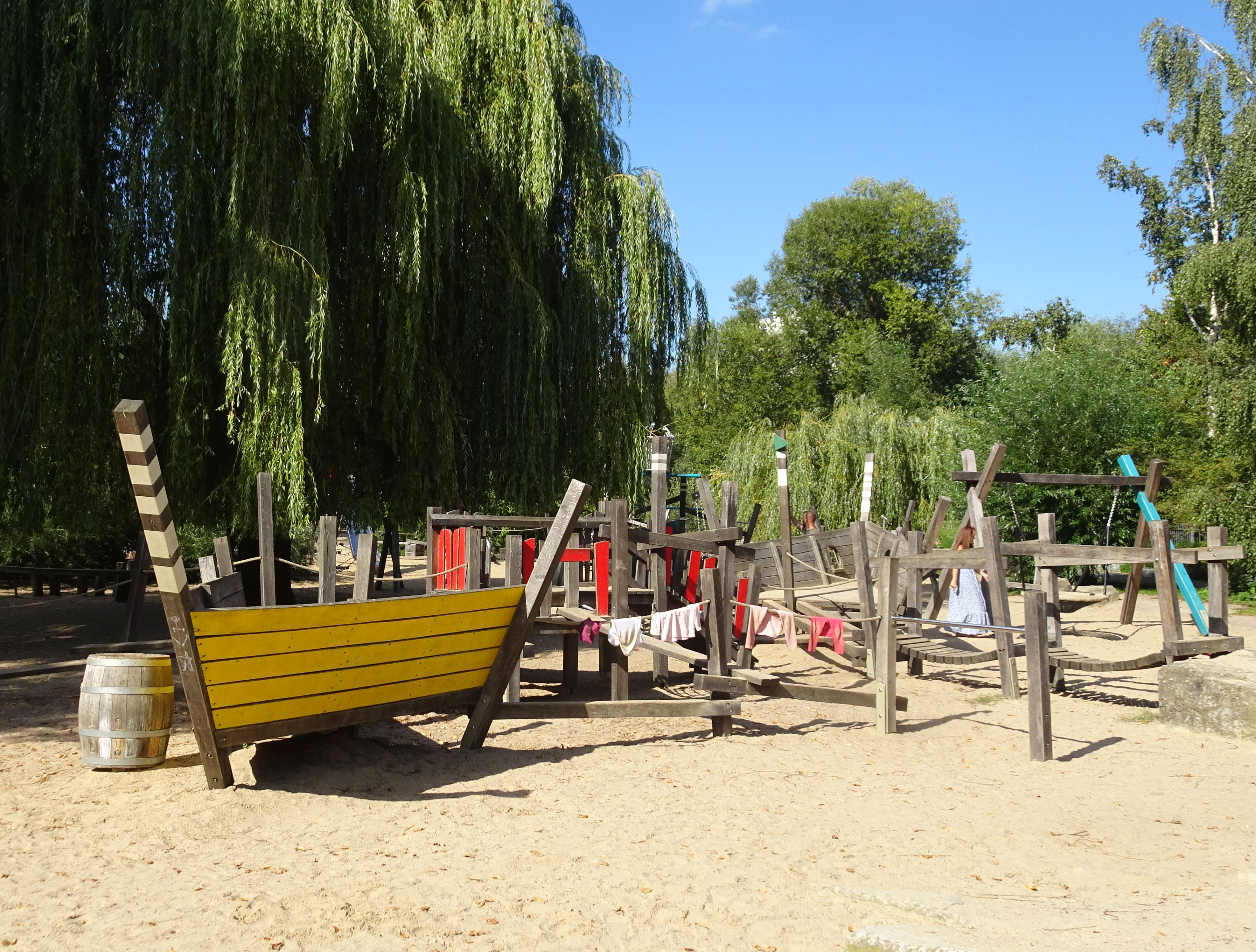
Klettergerüst Schiff

Ab 1996 begann nach denkmalpflegerischen Untersuchungen die Erneuerung des Gartens im Vorfeld der Bundesgartenschau 2001. Ziel war die Sichtbarmachung der drei Hauptgestaltungsphasen der 1930er, 1950er und 1970er Jahre mit den jeweils charakteristischen und erhaltenswerten Gestaltungselementen. Dazu wurden störende bauliche Elemente rückgebaut, die Eingangsbereiche und die Ufer neu gestaltet sowie das zweite, im Krieg zerstörte Torhaus rekonstruiert. In der neuen Spiellandschaft wurde der ehemalige Hafen- und Werftenbereich durch ein abstrahiertes gestrandetes Holzschiff dargestellt. Einige der Skulpturen wurden an andere Stellen auf der Insel versetzt. Die Gartenanlage wurde umfassend restauriert und so weit wie möglich die historische Pflanzung wiederhergestellt. Frühere Sichtachsen zum Wasser wurden durch Rückschnitte wiederhergestellt. Dazu wurden von den bislang in der Literatur beschriebenen originalen Foerster-Staudenzüchtungen 204 Sorten neu gepflanzt. Teil der Bepflanzung waren Phloxe mit etwa fünfzig Sorten, je dreißig Sorten Astern und Rittersporne, Helenium mit etwa zwanzig, Chrysanthemen mit fünfzehn, Heliopsis mit sieben und Palmlilien mit sechs Sorten.

Heutige Gartengestaltung
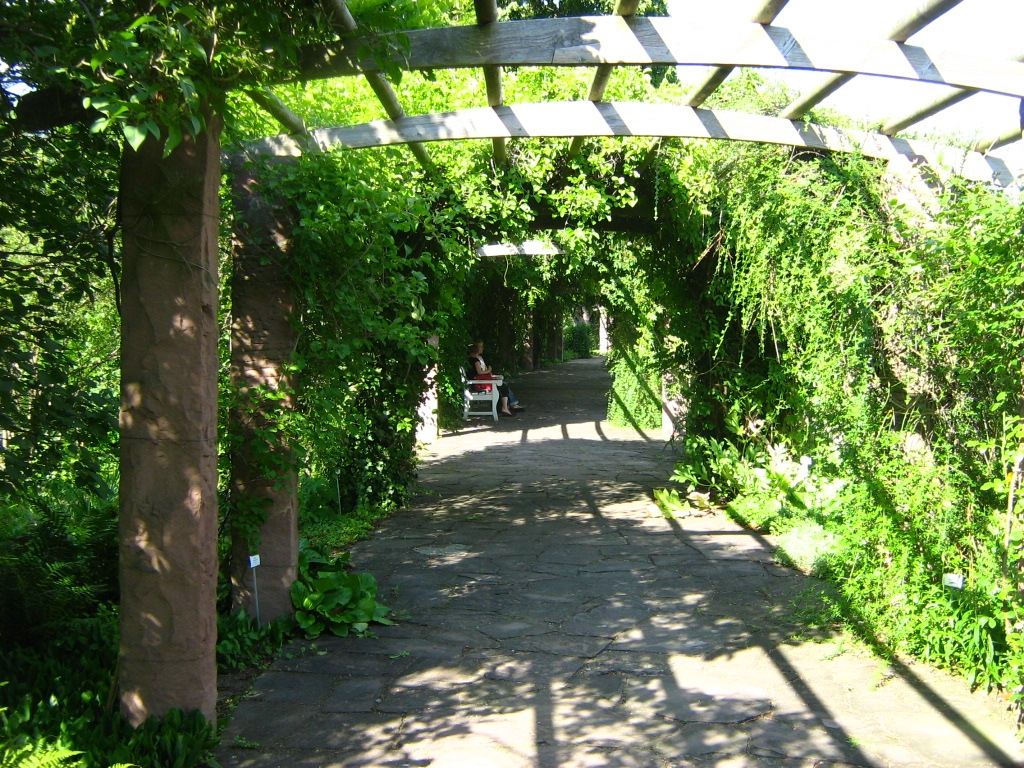
Pergola
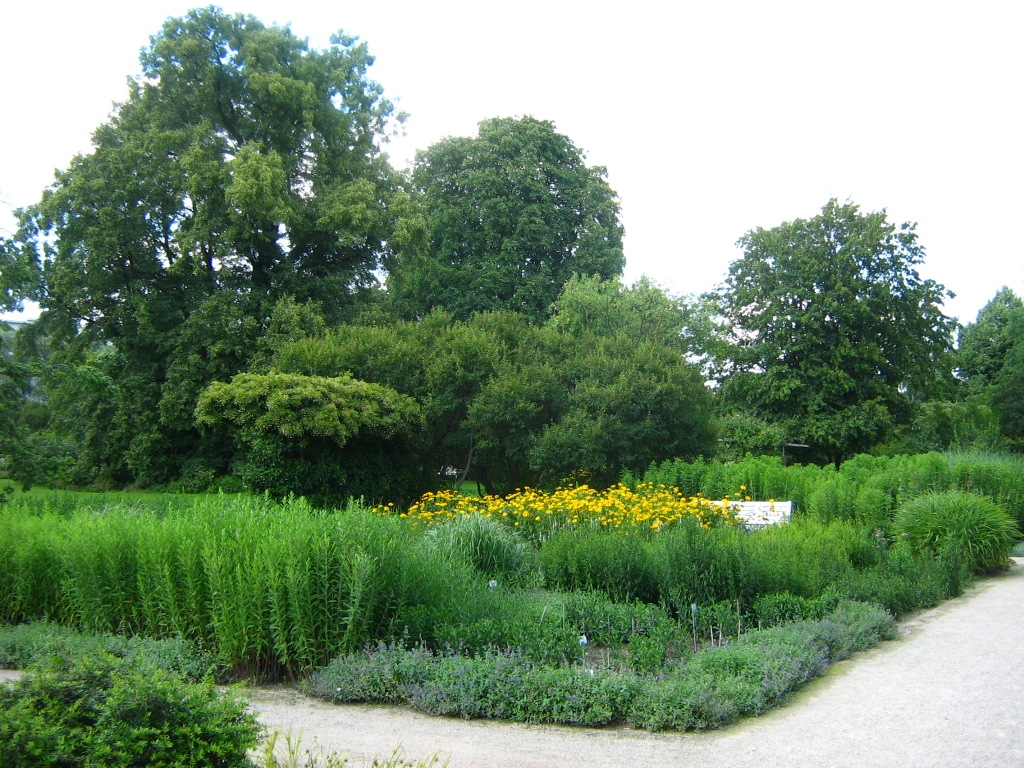
Staudenpflanzung
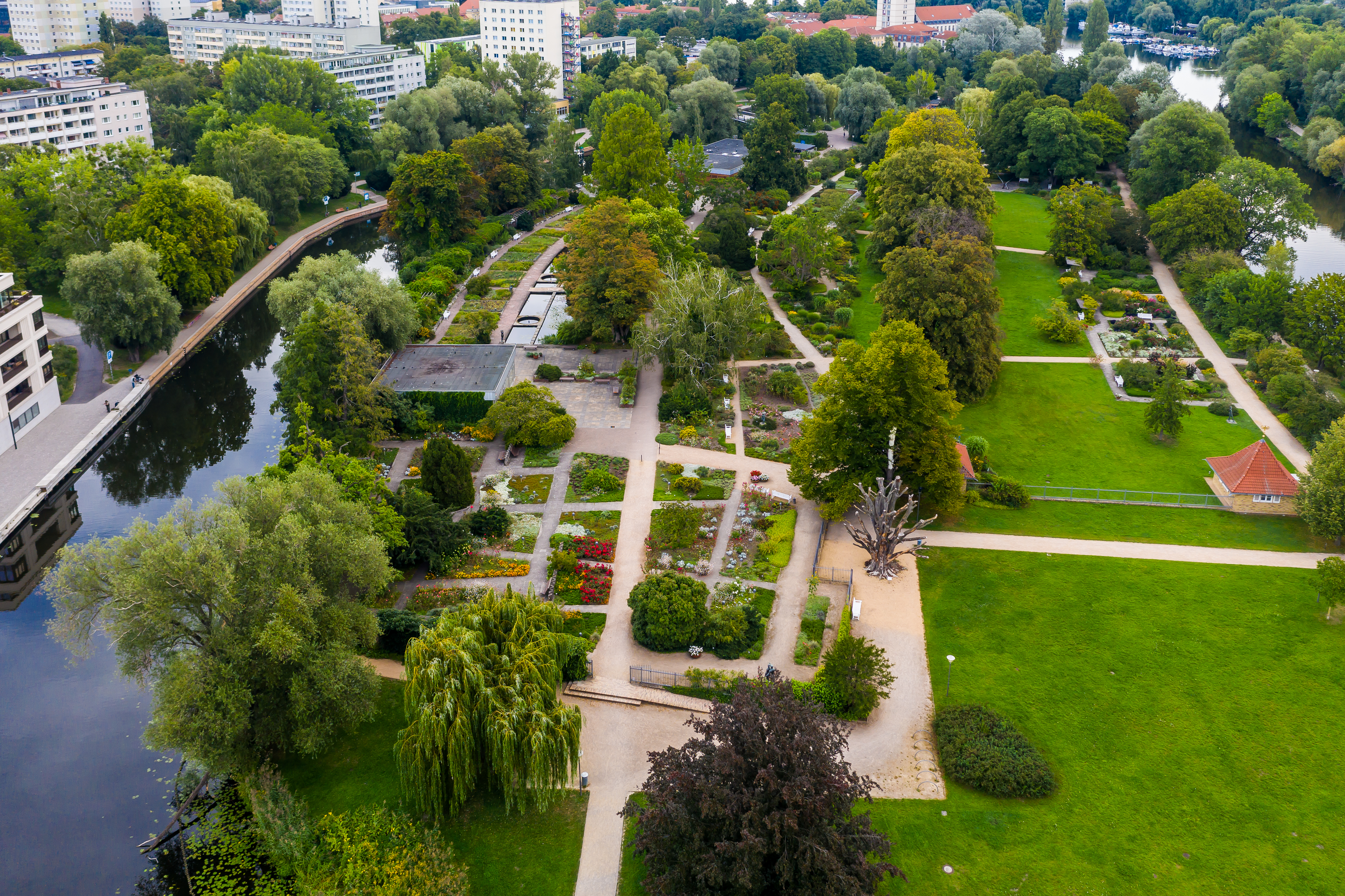
Staudengarten, 2023
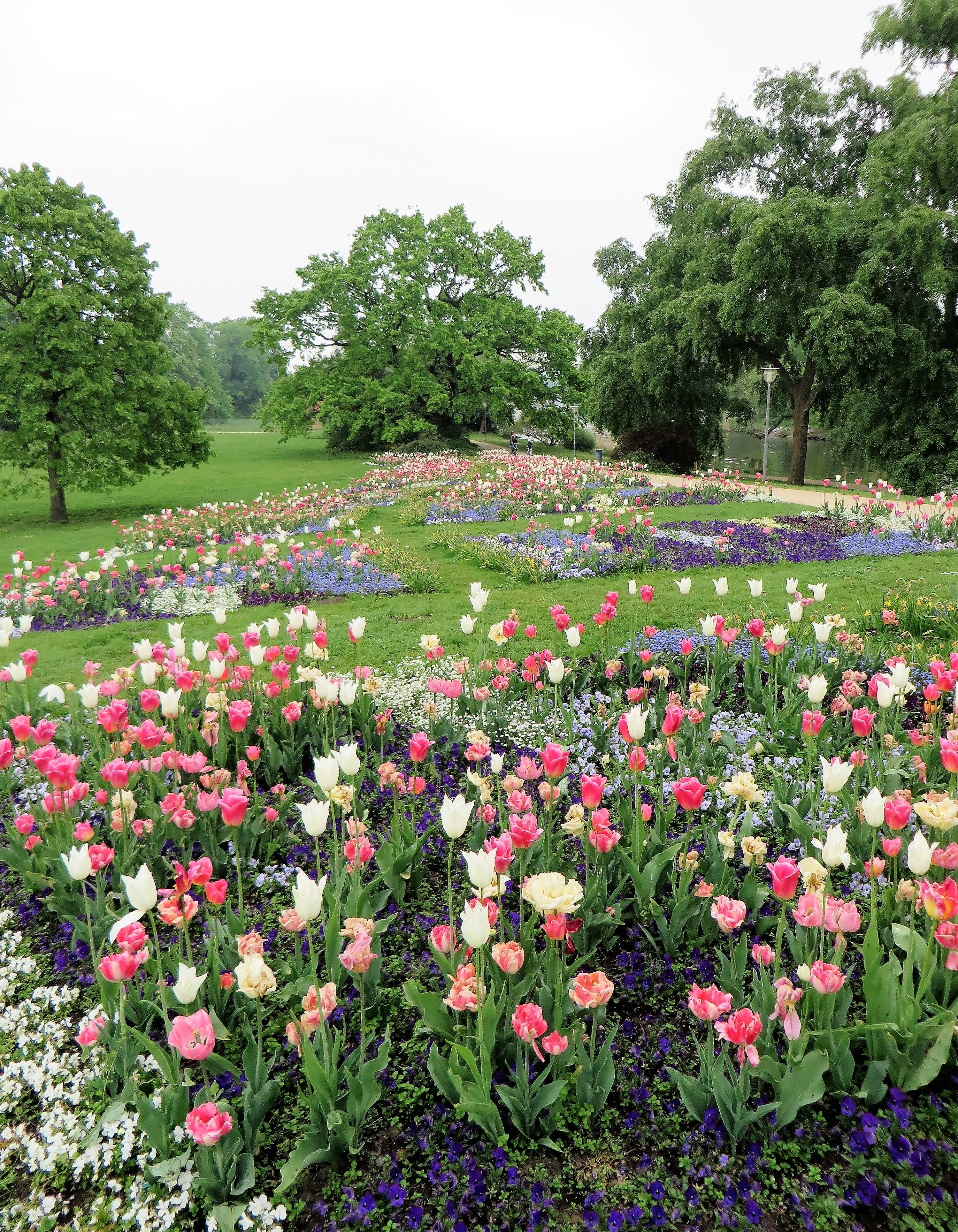
Beete
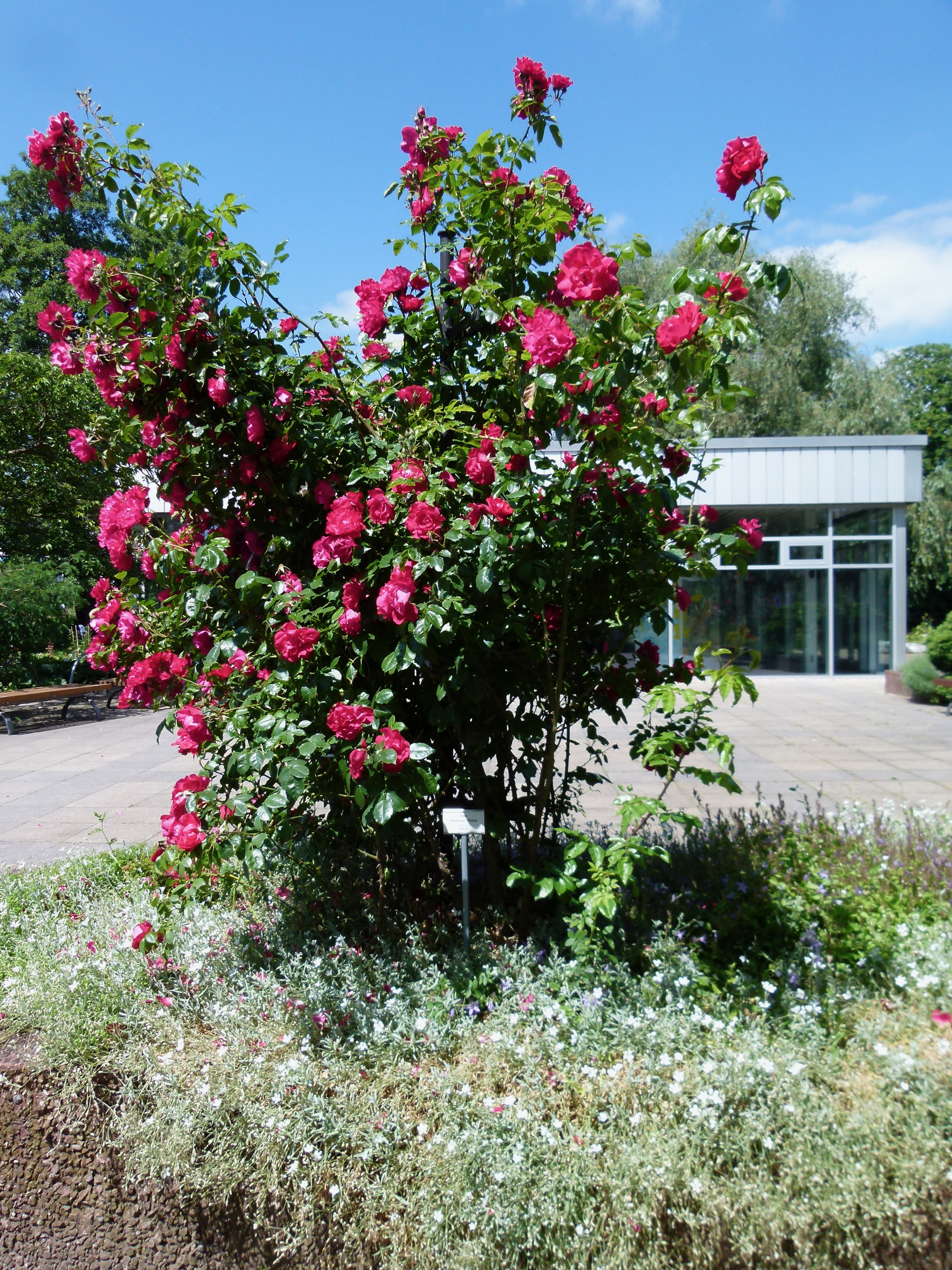
„Hamburger Phönix“

## Plastiken
Auf der Freundschaftsinsel sind heute eine Vielzahl von Kunstwerken verteilt. Bei der Eröffnung des Gartens 1941 gab es nur ein 1901 von Ernst Herter geschaffenes großes Reiterstandbild von Kaiser Wilhelm I. aus Bronze auf der Inselsüdspitze, das nach 1945 demontiert und verschrottet wurde. In späteren Jahren wurde eine bedeutende Sammlung von überwiegend aus DDR-Zeiten stammenden Kunstwerken angelegt. 1956 wurden die Pelikane von Hans Klakow aufgestellt, 1960 folgte das Stehende Mädchen von Fritz Cremer, 1962 das Liebespaar unter dem Schirm von Jürgen von Woyski und das Tanzpaar von Ingeborg Hunzinger sowie Zeichnende Kinder von Hans Klakow 1963.
Im Zuge der 8. Arbeiterfestspiele der DDR im Jahr 1966 in Potsdam wurden zur Ausstellung „Plastik im Freien“ 70 Arbeiten von 35 Künstlern aufgestellt, von denen einige dauerhaft blieben. Dem Selbstbild der DDR entsprechend sollte die „junge und lebensfrohe … sozialistische Gesellschaft“ dargestellt werden, statt der Gestaltung barocker und klassizistischer Gärten zu folgen. Mit dem damaligen Beschluss, die Freundschaftsinsel in einen Ausstellungsgarten für Plastiken umzuwandeln, wuchs der Bestand auf der Insel kontinuierlich an. 1965 fand das Pony von Heinrich Drake auf der Insel einen Platz, 1966 Inge von Walter Arnold, die Schwimmerin von Fritz Cremer, die Kämmende von Gerhard Rommel sowie Bär und Junger Fuchs von Stephan Horota.

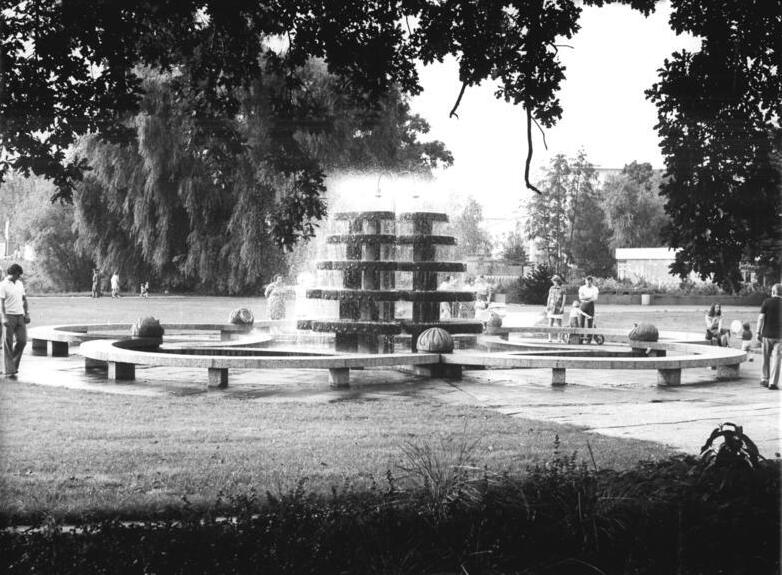
Weltfestspielblume im Jahr 1985

Der Springbrunnen Weltfestspielblume in Form des Festspiellogos wurde von Eberhard Bachmann, Heinz Dübel und Gorch Wenske in Vorbereitung der Weltfestspiele der Jugend und Studenten 1973 angefertigt. Die Bassin-Umfassung aus Waschbeton als Sitzbank existiert heute nicht mehr. Auch die Floralen Gitter von Christian Roehl im neuen Rosengarten sowie keramische Pflanzgefäße und verschiedene Ziermauern von Hedwig Bollhagen, Egon Wrobel, Walter Funcke und Hiltrud Berndt kamen hinzu. Die Freundschaftsinsel besitzt den größten Bestand der in der DDR überall präsenten Kübel und Pflanztürme der Gartenkeramik Hedwig Bollhagens. Als neue Kunstwerke wurden Harmonie von Dietrich Rohde, Gärtnerjunge von Karl-Heinz Schamal und Schönheit des Menschen in der Natur von Margret Middell aufgestellt.
Zum 100. Geburtstag von Karl Foerster wurde 1974 in der Mitte der Insel die Metallplastik Hommage Karl Foerster aus schwedischem Nirosta-Stahl von Christian Roehl mit dem Zitat Foersters „Wer Träume verwirklichen will, muss wacher sein und tiefer träumen als andere“, eingeweiht. In der Folge wurden die Plastiken ergänzt um die Jugend von Horst Misch 1979 und seine Wasservögel 1984 gegenüber der Insel an der Dampferanlegestelle sowie Vogel, Kröte und Wurm aus Beton von Rainer Sperl 1987.
In der Zeit nach der Wende bis zur Bundesgartenschau 2001 wurden die Kunstwerke gereinigt, die Oberflächen geschützt und die Skulpturensammlung um einige Werke ergänzt, wie 2001 Fliegender Fisch und Fliegender Vogel von Gabriele Rosskamp und Serge Petit im Kräutergarten. 2003 kam Mirakel 1 von Rainer Fürstenberg hinzu. Im Laufe der Zeit und bedingt durch bauliche Maßnahmen oder gestalterische Änderungen wurden einige Skulpturen versetzt, so etwa der Freundschaftsbrunnen, die Skulpturen von Sperl, dessen Wurm bei der Umsetzung zerstört wurde, und Mischs Wasservögel, die sich ursprünglich nicht auf der Insel befanden, heute aber an der Südspitze platziert sind.
| Foto | Beschreibung | Foto | Beschreibung | Foto | Beschreibung |
| ---- | --- | ---- | --- | ---- | --- |
|      | Ernst Herter: Denkmal Kaiser Wilhelm I, Bronze 1901, (1945 zerstört)                                                                                  |      | Walter Funcke: Springbrunnenanlage mit Teichen, Einfassungen aus Sandstein + angrenzende Teiche 1953–1957 (Weitere Ansichten) |      | Hans Klakow: Pelikane, Bronze auf Sandsteinsockel 1956, als Abguss 1964 neu aufgestellt (Weitere Ansichten)                                                                   |
|      | Fritz Cremer: Stehendes Mädchen, Bronze auf Sandstein 1960 Schönheit des Menschen in der Natur, Bronze auf Zementsockel 1973/1974 (Weitere Ansichten) |      | Jürgen von Woyski: Liebespaar unter dem Schirm, Bronze auf Steinsockel 1962 (Weitere Ansichten)                               |      | Ingeborg Hunzinger: Tanzpaar, Bronze auf Sandsteinplatte 1962 (Weitere Ansichten)                                                                                             |
|      | Hans Klakow: Zeichnende Kinder, Bronze auf Sandsteinsockel 1963 (Weitere Ansichten)                                                                   |      | Heinrich Drake: Pony, Bronze auf Steinsockel 1965 (Weitere Ansichten)                                                         |      | Walter Arnold: Inge, Bronze auf Sandstein 1949, aufgestellt 1966 (Weitere Ansichten)                                                                                          |
|      | Fritz Cremer: Schwimmerin, Bronzefigur mit Metallgerüst auf Bodenplatte aus Sandstein 1959, aufgestellt 1966 (Weitere Ansichten)                      |      | Stephan Horota: Bär, Bronze auf Sandstein 1964, aufgestellt 1966 (Weitere Ansichten)                                          |      | Stephan Horota: Junger Fuchs, Bronze auf Sandstein 1966 |
|      | Gerhard Rommel: Kämmende, Bronze auf Plinthe 1966 (Weitere Ansichten)                                                                                 |      | Christian Roehl: Florales Gitter, 2 Gitter, Rankenwerk aus oberflächenbehandelten Stahlstreben 1972 (Weitere Ansichten)       |      | Gorch Wenske, Heinz Dübel, Eberhard Bachmann: Freundschaftsbrunnen (Weltfestspielblume), Brunnen, ursprünglich gemauerter Ring, roter Betonwerkstein und Naturstein 1972/1973 |
|      | Dietrich Rohde: Harmonie, Bronze auf Zementsockel 1965, aufgestellt 1973 (Weitere Ansichten)                                                          |      | Karl-Heinz Schamal: Gärtnerjunge, Bronzeplastik 1963, aufgestellt 1973 (Weitere Ansichten)                                    |      | Margret Middell: Schönheit des Menschen in der Natur, Bronze auf Zementsockel 1973/1974 (Weitere Ansichten)                                                                   |
|      | Hedwig Bollhagen: Ziermauer (Garten-Freiraumteiler), vierteilig, Terrakottaziegel, in Stahlrahmen gefasst 1973 (Weitere Ansichten)                    |      | Egon Wrobel: Schmuckmauer, Baukeramik und Klinker 1973 (Weitere Ansichten)                                                    |      | Walter Funcke und Hiltrud Berndt: Ziermauern, Verschiedene Betonstrukturelemente, Betonguss 1973 (Weitere Ansichten)                                                          |
|      | Christian Roehl: Hommage für Karl Foerster, schwedischer Nirosta-Stahl 1974 (Weitere Ansichten)                                                       |      | Horst Misch: Jugend, Bronze auf Sandsteinsockel 1979 (Weitere Ansichten)                                                      |      | Horst Misch: Wasservögel, 1984 (Weitere Ansichten) |
|      | Rainer Sperl: Vogel aus Beton, Grundgerüst aus Draht, modellierter Beton mit angefügten Keramikteilen 1987                                            |      | Rainer Sperl: Kröte aus Beton, Grundgerüst aus Draht, modellierter Beton mit angefügten Keramikteilen 1987                    | /    | Rainer Sperl: Wurm aus Beton, Grundgerüst aus Draht, modellierter Beton mit angefügten Keramikteilen 1987, (2001 bei der Umsetzung zerstört)                                  |
|      | Gabriele Rosskamp und Serge Petit: Fliegender Fisch, Edelstahlbleche 2001                                                                             |      | Gabriele Rosskamp und Serge Petit: Fliegender Vogel, Edelstahlbleche 2001                                                     |      | Rainer Fürstenberg: Mirakel 1 (Der goldene Käfig), Goldene Farbe auf gebogenem Stahldraht 2003                                                                                |